# Tacoma Amtrak Station
Tacoma Amtrak Station je zastávka vlakových spojů Amtrak Cascades a Coast Starlight ve městě Tacoma v americkém státě Washington. Z osmnácti stanic společnosti Amtrak ve státě je druhou nejvytíženější, každý den ji v průměru využije 350 cestujících.